# Bernard Durning
Bernard Durning (24 de agosto de 1893 – 29 de agosto de 1923) fue un director y actor cinematográfico de nacionalidad estadounidense, activo en la época del cine mudo, y conocido por sus colaboraciones con Lon Chaney, Dustin Farnum, y Buck Jones.
William A. Wellman fue su ayudante de Dirección y protegido. Su hermano mayor, Harry M. Durning, fue Recaudador del Puerto de Nueva York entre 1933 y 1953.

## Biografía

### Carrera
Su nombre completo era Bernard Joseph Durning, y nació en la ciudad de Nueva York. Durning se inició en los Edison Studios, en el Bronx, en 1912, tras formarse en la Universidad de Fordham. En la compañía trabajó como ayudante de Edwin S. Porter, Charles Brabin, y John Hancock Collins, y llegó a ser director de producción durante tres años. 
Sus años en el estudio le hicieron un maestro de la técnica cinematográfica, conocedor de todos los secretos de la filmación. Ya en su debut como director para Edison con el film The Unwritten Code, él ideó y puso en marcha nuevas ideas sobre la iluminación y el rodaje de escenas nocturnas. The Unwritten Code fue escrita por Durning y protagonizada por su esposa, Shirley Mason, que hacía el papel de Kiku San, una chica japonesa. Se estrenó en 1919, y fue la última película producida por Edison Studios.
Durning conoció a Shirley Mason rodando para Edison una escena en un tren. Shirley y su hermana, Viola Dana, habían sido actrices infantiles actuando en el circuito de Broadway en la obra The Poor Little Rich Girl. Su nombre real era Flugrath, y una tercera hermana, Edna Flugrath, también actuó en el cine. Las tres hermanas se casaron con sus directores, Edna con Harold M. Shaw, y Viola con John Collins. A partir de 1920, Durning y Mason también trabajaron para Fox Studios, en Hollywood, California.
Durning era director de melodramas de acción protagonizados por Dustin Farnum y Buck Jones, cuando William Wellman empezó a trabajar con él como ayudante de dirección en 1921. Wellman trabajó con Durning durante dos años, siendo ese período para él "la mejor escuela que un director podía tener."
Bernard Durning también fue actor protagonista de cuatro cintas dirigidas por Oliver L. Sellers, When Bearcat Went Dry (1919), The Gift Supreme (1920), ambas con Lon Chaney, Diane of Star Hollow (1921) y Seeds of Vengeance (1920). 

### Vida personal
Durning se casó con la actriz cinematográfica Shirley Mason el 19 de junio de 1917. Estuvieron casados seis años, hasta la prematura muerte de él el 29 de agosto de 1923.
En el verano de 1923, Durning estaba dirigiendo su primer gran musical para Fox, un especial de Ziegfeld Follies titulado Around The Town, y que protagonizaban Edward Gallagher y Al Shean. En Brooklyn bebió agua que debía estar en mal estado,  enfermando de fiebre tifoidea. Falleció en el Saint Vincent's Catholic Medical Center de Manhattan, con Shirley Mason a su lado. 

## Filmografía
- The Stock Market (1912, actor)
- The Unwritten Code (1918, guionista, director)
- Blackie's Redemption (1919, actor), de Alan Dwan
- When Bearcat Went Dry (1919, actor), de Oliver L. Sellers
- The Gift Supreme (1920, actor), de Oliver L. Sellers
- The Scoffer (1920, actor), de Alan Dwan
- Seeds of Vengeance (1920, actor), de Oliver L. Sellers.
- Diane of Star Hollow (1921, actor), de Oliver L. Sellers
- The Devil Within (1921, actor, director)
- The Primal Law (1921, director)
- Partners of Fate (1921, director)
- The One Man Trail (1921, director)
- Straight from the Shoulder (1921, director)
- To a Finish (1921, director)
- While Justice Waits (1922, director)
- The Yosemite Trail (1922, director)
- Iron to Gold (1922, director)
- Oath-Bound (1922, director)
- Strange Idols (1922, director)
- The Fast Mail (1922, director)
- The Eleventh Hour (1923, director), de William A. Wellman
- Around The Town (1923, Dirección inacabada)
- The Arizona Express (1924, producción de Bernard J. Durning)
- Wild Bill: Hollywood Maverick (documental, fotografía de Wellman y Durning)